# Парламентские выборы в Бельгии (2019)
Парламентские выборы в Бельгии 2019 года состоялись 26 мая одновременно с выборами в Европарламент и региональными выборами. Было избрано 150 депутатов в 11 многомандатных избирательных округах.

## Политическая ситуация накануне выборов
После выборов 2014 года было сформировано правоцентристское правительство, состоящее из N-VA, CD&V, Open Vld и MR, во главе с премьер-министром Шарлем Мишелем (MR). Эта правительственная коалиция была уникальной в нескольких аспектах: N-VA участвовала впервые, MR была единственной франкоязычной партией, а франкоязычная социалистическая партия впервые за 25 лет не вошла в состав правительства.
Местные выборы состоялись 14 октября 2018 года. Таким образом, региональные, федеральные и европейские выборы 2019 года были проведены всего через несколько месяцев после местных выборов.
В начале декабря 2018 года возник политический кризис в связи с Глобальным договором по миграции, который должен был быть подписан, но вместо этого вызвал оппозицию со стороны партии в составе правительства Новый Фламандский альянс (N-VA). Поскольку три другие правительственные партии, а также значительное большинство в парламенте поддержали соглашение, N-VA покинула правительство, а три другие партии ненадолго остались в составе кабинета меньшинства с неясным статусом. Премьер-министр Шарль Мишель в конечном счете предложил свою отставку королю 18 декабря 2018 года, который принял её три дня спустя. Поскольку очередные выборы в любом случае были запланированы на май 2019 года, досрочные выборы были поддержаны только N-VA и партией Фламандский интерес (VB) не состоялись, а кабинет меньшинства продолжал выполнять функции временного правительства до выборов.

## Избирательная система
150 членов Палаты представителей избираются в 11 многомандатных избирательных округах, представляющих десять провинций и столицу — город Брюссель, и имеют от 4 до 24 мест. Места распределяются по методу Д’Ондта с избирательным барьером в 5 % для каждого избирательного округа.
Представители, избранные от пяти провинций Фламандского региона — Антверпена (24), Восточной Фландрии (20), Фламандского Брабанта (15), Лимбурга (12) и Западной Фландрии (16), автоматически принадлежат к нидерландскоязычной языковой группе в парламенте, тогда как представители, избранные от пяти провинций Валлонии, Эно (18), Льеж (15), Люксембург (4), Намюр (6) и Валлонский Брабант (5) образуют франкоязычную языковую группу. 15 членов, избранных в Брюсселе, могут присоединиться к любой из групп. Распределение мест производится каждые десять лет в соответствии с данными о численности населения, в последний раз по королевскому приказу от 31 января 2013 года.
Сенат, состоящий из 60 членов, состоит из 50 представителей региональных парламентов и парламентов сообществ, плюс 10 кооптированных сенаторов, пропорционально распределенных между партиями в зависимости от результатов федеральных выборов.
Все граждане Бельгии в возрасте 18 лет и старше обязаны принять участие в выборах. Неграждане Бельгии, проживающие в Бельгии (независимо от гражданства ЕС), не могли голосовать, в то время как граждане Бельгии, проживающие за границей, могли зарегистрироваться для голосования.

## Предвыборная кампания
Несмотря на выход из правительственной коалиции в конце 2018 года, партия Новый Фламандский альянс (N-VA) стремилась сохранить власть после выборов в мае 2019 года. В январе 2019 года партия выдвинула бывшего министра Яна Джамбона кандидатом на пост премьер-министра в случае вступления партии в коалицию. Вероятным сценарием было продолжение «шведской коалиции» (N-VA, MR, CD&V и Open Vld), потенциально расширенной за счет cdH. Уходящий премьер-министр Шарль Мишель (MR) был кандидатом на сохранение своего поста.
Между тем, франкоязычная социалистическая партия (PS) также стремилась вновь войти в правительство или «отвоевать [власть]», как сформулировал лидер Элио Ди Рупо, после того, как оказалась в оппозиции на федеральном уровне и была вытеснена из правительства Валлонии.
Кроме того, ходили слухи, что фламандские либеральные партии и партии зеленых (Open Vld и Groen) выступят за сотрудничество, учитывая недавний успех Groen и участие в местных правящих коалициях в таких городах, как Мехелен, Гент и Остенде. Однако их франкоязычные коллеги, MR и Эколо, политически и идеологически находятся дальше друг от друга.

## Результаты
Правый Фламандский интерес (VB) пережил возрождение во Фландрии, а вместе с Новым фламандским альянсом (NVA), поддерживающим фламандский национализм и правый популизм, получили почти 50 % голосов во Фландрии. Бельгийская коалиция, состоящая из Нового фламандского альянса (N-VA), Христианских демократов и фламандцов(CD&V), Реформаторского движения (MR) и Открытых фламандских либералов и демократов (Open VLD), потеряла более четверти своих мест, что стало худшим наказанием правительства за последние 20 лет.
Кроме того, успешно выступила крайне левая Партия труда Бельгии (PVDA-PTB) и Партии зеленых Эколо в Валлонии. В целом традиционные партии понесли потери в обоих регионах.
| Партия                                    | Основная идеология                         | Голосов   | %     | Мест получено |
| ----------------------------------------- | ------------------------------------------ | --------- | ----- | ------------- |
| Новый Фламандский альянс                  | Фламандский национализм, консерватизм      | 1 086 787 | 16,03 | 25            |
| Фламандский интерес                       | Фламандский национализм, правый популизм   | 810 177   | 11,95 | 18            |
| Социалистическая партия Валлонии          | Социал-демократия                          | 641 623   | 9,46  | 20            |
| Христианские демократы и фламандцы        | Христианская демократия                    | 602 520   | 8,89  | 12            |
| Партия труда Бельгии                      | Социализм                                  | 584 621   | 8,62  | 12            |
| Открытые фламандские либералы и демократы | Либерализм, неолиберализм                  | 579 334   | 8,54  | 12            |
| Реформаторское движение                   | Либерализм, консервативный либерализм      | 512 825   | 7,56  | 14            |
| Социалистическая партия (Фландрия)        | Социал-демократия                          | 455 034   | 6,71  | 9             |
| Эколо                                     | Зеленая политика                           | 416 452   | 6,14  | 13            |
| Зелёные                                   | Зеленая политика                           | 413 836   | 6,10  | 8             |
| Гуманистический демократический центр     | Социальный либерализм                      | 250 861   | 3,70  | 5             |
| ДэФИ                                      | Либерализм, регионализм                    | 150 394   | 2,22  | 2             |
| Народная партия                           | Консервативный либерализм, правый популизм | 75 096    | 1,11  | 0             |
| Прочие                                    |                                            | 200 978   | 2,97  | 0             |
| Действительных                            |                                            | 6 780 538 | 93,93 | 150           |
| Недействительных                          |                                            | 438 095   | 6,07  |               |
| Явка                                      |                                            | 7 218 633 | 88,38 |               |
| Избирателей                               |                                            | 8 167 709 | 100   |               |
| Источник                                  | IBZ                                        |           |       |               |